# Maurice Bayen

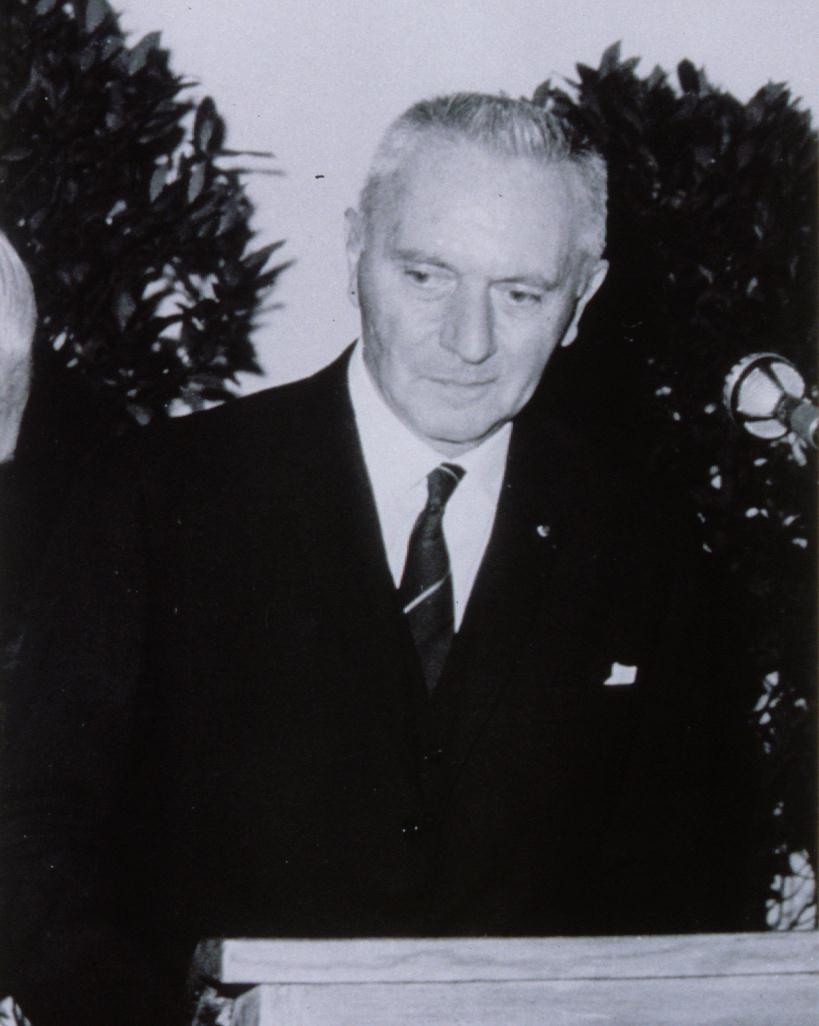
Maurice Bayen 1960

Maurice Bayen (* 4. Dezember 1902 in Metz; † 20. April 1974 in Paris) war ein französischer Physiker und Hochschulpolitiker.
Bayen studierte ab 1921 an der École normale supérieure (Paris) (ENS). 1941 wurde er an der Sorbonne promoviert (Indices de réfraction dans l'ultraviolet).
Im Juni 1940 geriet er als Offizier der französischen Streitkräfte in deutsche Kriegsgefangenschaft und war bis zu seiner Flucht am 14. Oktober 1941 im Oflag IV-D nahe Hoyerswerda inhaftiert. Nach dem Kriegsende veröffentlichte Bayen ein autobiografisches Werk Passage de lignes, in dem er seine spektakuläre Flucht durch einen unterirdischen Tunnel und die anschließende Rückkehr ins unbesetzte Frankreich schildert.
1950 bis 1954 war Bayen Direktor der Akademie in Clermont-Ferrand und danach leitete er die französische Rektorenkonferenz (Office national des universités) und organisierte 1956 ein Treffen französischer und deutscher Rektoren. In dieser Funktion übergab er auch 1957 bei einem Besuch in Berlin die Auszeichnung eines Offizier der Ehrenlegion an Max von Laue. Außerdem stand er der Hochschulkommission des Europäischen Rats vor. Er war ab 1960 Nachfolger von André Léveillé Direktor des Wissenschaftsmuseums Palais de la découverte in Paris. Unter seiner Leitung entstand dort 1962 der Saal für Elektrostatik. 1965 wurde er Direktor für Hochschulunterricht im französischen Bildungsministerium (directeur de l’enseignement supérieur) und knüpfte Kontakte zur Internationalisierung in die USA. 1964 wurde er Rektor der Universität Straßburg und hatte diese Funktion auch in den Studentenunruhen 1968.
1952 erhielt er den Prix des trois physiciens. Er war Ehrendoktor des Lafayette College.

## Schriften
- Passage de lignes, Gallimard 1946
- Histoire des universités, PUF 1973